# Agustín Abarca (pintor)
Agustín Abarca (Talca, 27 de diciembre de 1882-Santiago, 28 de mayo de1953) fue un pintor romántico chileno que ejerció la pintura al óleo y la acuarela, especializándose como pintor paisajista, plasmó imágenes de su país tanto en acuarela como en óleo. Perteneció al llamado Generación del 13.

## Biografía
Comenzó a pintar en 1900 cuando conoció al artista Pablo Burchard. En 1904 entró a estudiar bajo la tutela de Pedro Lira en la Universidad Católica y en 1909 ingresó a la Escuela de Bellas Artes de la Universidad de Chile, donde fue discípulo del pintor español Fernando Álvarez de Sotomayor.
En torno a la década de 1930, comenzó a emplear con mayor frecuencia la acuarela en su obra artística. 
Por su trabajo fue incluido en el círculo conocido como Generación del 13. Además de su labor como pintor, tras ganar un concurso público en 1940, Abarca desempeñó el rol de profesor de Pintura y Dibujo en la Escuela de Bellas Artes de Viña del Mar durante aproximadamente un año.
En su etapa final, llevó a cabo numerosas exposiciones privadas en su taller ubicado en la calle Hamburgo, en la ciudad de Santiago. El artista falleció el 28 de mayo de 1953 en Santiago, Chile.

## Obra
La obra de Agustín Abarca se caracteriza por un profundo intimismo, existe un tema que atraviesa todas las etapas de su creación: el árbol que busca incesantemente en la naturaleza con una idea preconcebida de máxima perfección. En cada una de sus innumerables caminatas lleva una tela especial enrollada que nunca llega a utilizar, esperando siempre encontrar un árbol que se acerque más a lo que él imagina.
Cuando regresó de la universidad vuelve al sur, instalándose en Victoria como inspector de la Escuela Normal, trabajo que le permite dedicarse a su verdadera pasión: la pintura. Realiza largas caminatas en las que tiene la posibilidad de recopilar las impresiones del paisaje sureño que luego plasmará a través de las diferentes técnicas: óleo, pastel, acuarela y carboncillo. Realiza dibujos al carbón de delicada luminosidad y grises tenues. Por otro lado, incorpora la acuarela que agrega a su obra síntesis de trazos y riqueza cromática.
Vuelve a Santiago en la década del 20, donde se enfrenta a nuevas tendencias artísticas como el Grupo Montparnasse y comprueba que se encuentra muy distante de los pintores de su generación. 
A diferencia de sus compañeros, Abarca no viaja a Europa en busca de nuevos modelos y técnicas, si bien recoge las innovaciones, las adapta a su estilo y sus temas basando sus estudios e investigaciones en la observación del paisaje. Es autónomo respecto de las modas, las galerías, la crítica y el poder comprador.
“Vi realizadas mis aspiraciones y viví (…) libre en el interior de los bosques dibujando y pintando robles, laureles, mañíos, lingues y otros árboles…. Todas las estaciones eran hermosas, el verano con sus campos amarillentos y aromáticos; el otoño, el invierno con sus inmensas lagunas y la primavera con sus campos cubiertos de flores. Qué hermosas eran las quebradas con sus arroyos, sus rocas cubiertas de musgo”, comenta Agustín Abarca.

## Obras notables
- Lingues.
- Riberas de Traiguén.
- Paisaje de Victoria
- El solitario